# Jean du Cœur de Jésus d’Elbée
Jean du Cœur de Jésus d’Elbée SSCC (* 7. September 1892; † 3. Dezember 1982 in Draveil) war ein französischer römisch-katholischer Ordenspriester.

## Leben
Louise de Sèse, geboren am 6. Mai 1894, heiratete am 2. Februar 1918 in Guétharie (Landes) den Sekondeleutnant Claude d’Elbée. Er trat 1921 im Alter von 27 Jahren den Arnsteiner Patres bei und nahm den Ordensnamen Jean du Coeur de Jésus an. Sie wurde gleichzeitig Karmelitin. Er war von 1938 bis 1958 Generalsuperior seiner Ordensgemeinschaft.

## Schriften (Auswahl)
- Le mystère de Louis XIII. Lyon 1963, OCLC 70356103.
- An die Liebe glauben. Einkehrtage über das innere Leben. Gröbenzell 1975, ISBN 3-87283-082-1.
- Histoire de deux vocations qui n’en sont qu’une. Père Jean et Mère Claire. Paris 1984, ISBN 2-85244-646-4.